# Ismaïla N'Diaye
Ismaïla N'Diaye (22 januari 1988) is een Senegalees voetballer. De verdediger speelde tot het seizoen 2015/16 bij Cercle Brugge.

## Carrière
Ismaïla N'Diaye kreeg een vooropleiding bij AS Cannes vooraleer hij de kern vervoegde bij SM Caen. Daar speelde hij als aanvallende middenvelder, maar de voorkeur van N'Diaye gaat uit naar een verdedigende middenvelder. Tevens kan hij ook in de centrale verdediging te werk. Nadat hij bij de beloften enkele reeksen doorlopen had, mocht hij zijn eerste match in de Ligue 1 spelen op 18 april 2009 tegen het AS Nancy (2-1). Doordat Caen in dat jaar tegen degradatie speelde, mocht Ismaïla rekenen op meer kansen in het eerste elftal. Zijn vervangers waren Nicoals Seube en Gregory Proment. Op 21 september 2009 scoorde hij zijn eerste professionele doelpunt tegen AC Ajaccio (1-0). Een klein jaar later, op 15 augustus scoorde hij zijn eerste doelpunt in de Ligue : de beslissende 3-2 (bij 2-2 stand) op voorzet van Yohan Mollo. 
Op 30 mei 2011, wanneer zijn contract ten einde was bij Caen, tekende Ismaïla N'Diaye voor 3 seizoenen bij het Belgische KV Kortrijk. Iso kwam nog niet veel aan spelen toe en snakt stilaan naar een basisplaats. Ook verlangen de supporters van de kerels om hem aan het werk te zien als verdedigende middenvelder, waar hij als stofzuiger het middenveld controleert. Sterke punten van N'Diaye zijn dat hij een karrenvracht aan loopvermogen heeft, een grote actieradius bezit en conditioneel in vorm is.
Na de match tegen Bergen op 11 februari 2012, plaste Ismaïla positief op een dopingtest. Hiermee riskeerde hij een schorsing van 2 jaar. Een algemene communiqué werd de deur uitgestuurd met het feit dat hij positief testte op tuaminoheptane ingevolge het innemen van neusdruppels. De speler meldde die inname trouwens voor afname van de test. Begin juni werd bekendgemaakt dat N'Diaye enkel een berisping kreeg en geen schorsing.
Op het einde van het seizoen 2012/2013 kregen enkele spelers te horen dat ze mochten vertrekken bij KV Kortrijk. Ismaïla hoorde bij die groep wegens disciplinaire redenen. Hij trainde bij aanvang het seizoen bij de B-kern. Op 22 oktober 2012, mocht hij terug aansluiten bij de A-kern. Op 28 december dat jaar, kreeg hij zijn eerste selectie en direct zelfs zijn eerste basisplaats van het seizoen. Op 12 januari 2014 tekende hij een contract bij Cercle Brugge.

## Statistieken
| Seizoen | Club          | Land               | Competitie         | Wedstr. | Doelp. |
| ------- | ------------- | ------------------ | ------------------ | ------- | ------ |
| 2008/09 | SM Caen       | Vlag van Frankrijk | Ligue 1            | 2       | 0      |
| 2009/10 | SM Caen       | Vlag van Frankrijk | Ligue 2            | 14      | 1      |
| 2010/11 | SM Caen       | Vlag van Frankrijk | Ligue 1            | 11      | 1      |
| 2011/12 | KV Kortrijk   | Vlag van België    | Jupiler Pro League | 24      | 0      |
| 2012/13 | KV Kortrijk   | Vlag van België    | Jupiler Pro League | 19      | 0      |
| 2013/14 | KV Kortrijk   | Vlag van België    | Jupiler Pro League | 1       | 0      |
| 2013/14 | Cercle Brugge | Vlag van België    | Jupiler Pro League | 13      | 0      |
| 2014/15 | Cercle Brugge | Vlag van België    | Jupiler Pro League | 11      | 0      |
| Totaal  | Totaal        | Totaal             | Totaal             | 106     | 1      |

## In de pers
Volgens het welbekende voetbalblad Sport Voetbal Magazine was N'Diaye de grootste aanwinst voor Kortrijk. De pers was dan ook verbaasd dat zo'n kleine ploeg toch zo'n middenvelder van dat kaliber kon strikken. Ook heeft Iso (zo noemen zijn fans hem) enkele mooie youtube-filmpjes waarin zijn voetbaltechniek omschreven wordt. 
- HLN over komst N'Diaye
- Goal N'Diaye tegen Olympique Lyon[dode link]
- interview na training bij SM Caen